# Menetou-Salon
Menetou-Salon è un comune francese di 1 698 abitanti situato nel dipartimento del Cher, nella regione del Centro-Valle della Loira.

## Società

### Evoluzione demografica
Abitanti censiti